# Fernando Solabarrieta
Fernando Javier Solabarrieta Chelech (Puerto Natales, 18 de diciembre de 1970) es un 
periodista, relator deportivo y presentador de televisión chileno. Trabajó en el área deportiva de Televisión Nacional de Chile entre 1993 y 2015 y entre 2018 y 2020. También se ha desempeñado en la estación de cable Fox Sports Chile y en Radio Bío-Bío. Actualmente trabaja para el área deportiva de Chilevisión y para el canal CDO.

## Biografía
Nació en Puerto Natales, el 18 de diciembre de 1970. De ascendencia vasca por parte paterna y palestina por lado materno.
En 2004 relató la obtención de las primeras medallas de oro para Chile en el tenis olímpico, emergiendo como relator deportivo multidisciplinar. Fue relator y comentarista para FOX Sports desde el 5 de febrero de 2011, particularmente en encuentros de equipos chilenos en la Copa Libertadores de América y Copa Sudamericana, donde tuvo de compañero como comentarista al exfutbolista chileno Patricio Yáñez, con quien además relata los partidos chilenos del videojuego Pro Evolution Soccer 2014. Desde el lunes 11 de noviembre de 2013 y hasta su fin, Solabarrieta condujo el programa Fox Sports Radio Chile en Fox Sports Chile, la versión local de la edición argentina. Tras el fin ha pasado a ESPN Chile.
En marzo de 2015 Solabarrieta admitió estar en conversaciones con TVN, estación televisiva donde sirvió durante 22 años como integrante del área deportiva, para evaluar su continuidad o posible partida. Finalmente las partes no llegaron a acuerdo, por lo que su contrato no fue renovado.
El 6 de agosto de 2015 Solabarrieta se integra al área deportiva de Mega para relatar los partidos de la selección chilena en las Clasificatorias rumbo al Mundial de Rusia 2018.
El 21 de marzo de 2016 Solabarrieta es aceptado como voluntario de Bomberos en la Primera Compañía de La Cisterna, perteneciente al Cuerpo de Bomberos Metropolitano Sur.[cita requerida]
El 19 de noviembre de 2018 vuelve a TVN tras su salida de Mega en septiembre de ese año. En este nuevo paso por TVN, destaca su participación en la transmisión conjunta de la Copa América 2019 de TVN y Canal 13, donde se repartió con Ignacio Valenzuela los relatos de los partidos de la selección chilena en el mencionado torneo; en todo el torneo hizo dupla con Juan Cristóbal Guarello.
En marzo de 2020 se ofició nuevamente su salida de TVN.
El 29 de mayo de 2021, relató la final de la UEFA Champions League entre el Chelsea y el Manchester City por la señal de Fox Sports 1 junto al exfutbolista Mauricio Pinilla, que comentó el encuentro.
El 1 de diciembre de 2022 fue despedido de ESPN, el cual dejó junto a Felipe Bianchi, Luka Tudor y Waldemar Méndez.
El 2 de agosto de 2023, después de varios meses alejado de los medios de comunicación, se confirmó su regreso a la televisión, siendo contratado por el Canal del Deporte Olímpico, con motivo de los Juegos Panamericanos de 2023; posteriormente el 8 de agosto, se confirmó su regreso a la televisión abierta, integrandose al área deportiva de Chilevisión, también con motivo de los Juegos Panamericanos de 2023.

## Controversias
Durante el año 2000, fue centro de la atención pública cuando se vio involucrado en un juicio ordinario de impugnación de filiación y reclamación de paternidad de su primer hijo. Tras atribuírsele al primer esposo de Ivette Vergara, la real paternidad fue reconocida por su actual esposa en medio del proceso de divorcio de su primer matrimonio «lo que provocó una serie de acusaciones cruzadas que finalmente derivaron en que Solabarrieta reconociera su paternidad». El caso, sentó jurisprudencia en el ámbito del derecho de familia respecto a impugnaciones de una filiación ya determinada.
Ese mismo año se somete por primera vez a terapia contra el alcoholismo. Más tarde en 2023 vuelve a internarse, esta vez en una clínica de rehabilitación en México. A pesar de los progresos reincide y admite haber estado cerca de perder la vida, situación que precipitaría su quiebre con Ivette Vergara. Actualmente se halla bajo tratamiento de vanguardia, iniciado en Estados Unidos.

## Programas
- Había una vez
- Zoom deportivo
- Fox Sports Radio Chile
- 24 Horas
- Goles 24 Horas
- Deportes En Agricultura
- Bío-Bío deportes
- Jornadas por la Rehabilitación en Magallanes
- La noche del fútbol
- Menú
- Mucho gusto
- Ahora noticias
- ESPN F90 Chile